# Carina Ohlsson
Carina Ohlsson, née le 14 juin 1957 à Lidköping, est une femme politique suédoise, membre du Parti social-démocrate suédois des travailleurs (SAP).
Elle est membre du Riksdag de 1998 à 2022. Elle est députée européenne depuis le 26 septembre 2022 en remplacement de Jytte Guteland.